# US Bougouni
O US Bougouni é um clube de futebol com sede em Bougouni, Mali. A equipe compete no Campeonato Malinês de Futebol.

## História
O clube foi fundado em 2009.